# Lerntheorie

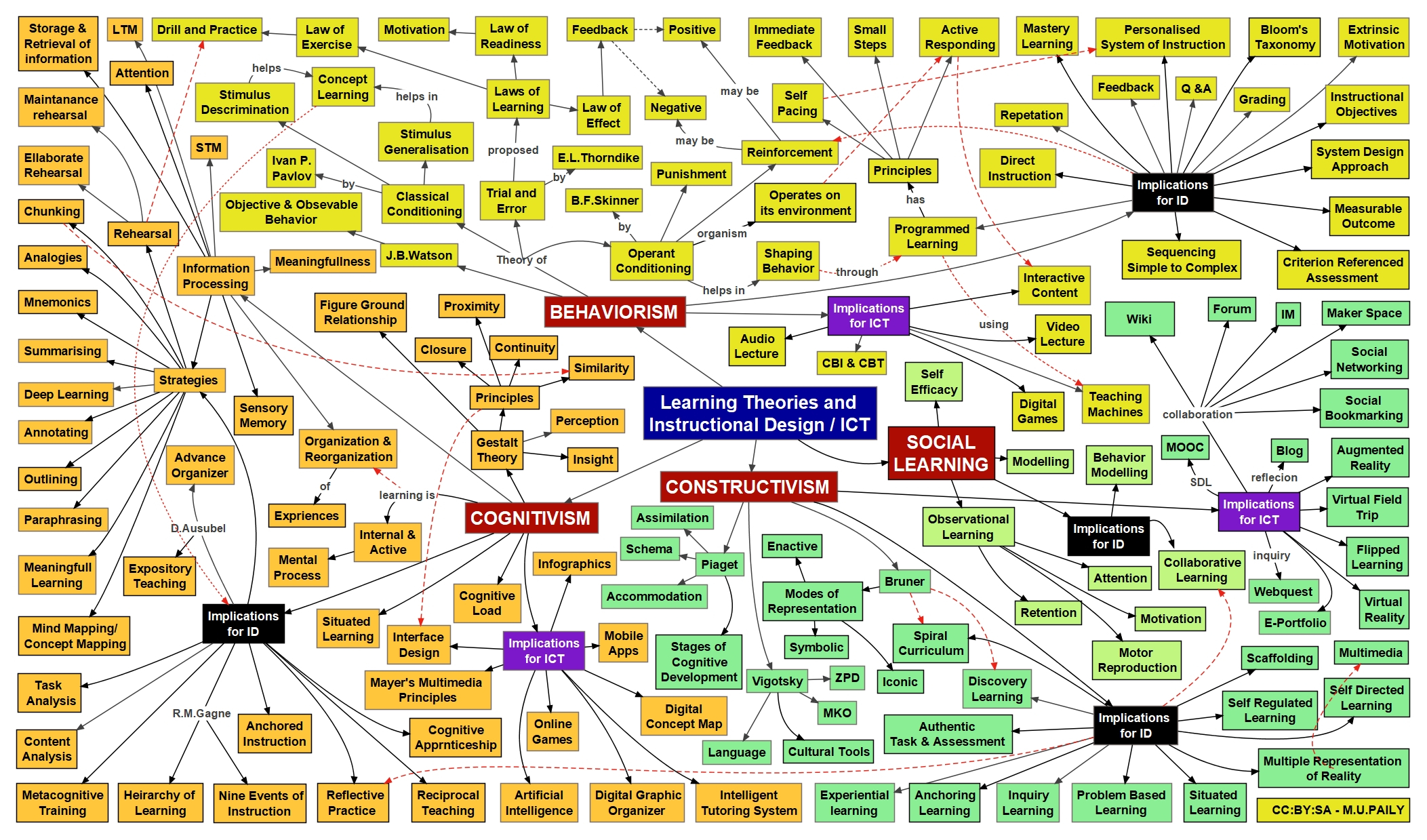
Mindmap mit lerntheoretischen Implikationen im Rahmen der Instruktionspsychologie

Lerntheorien sind Modelle und Hypothesen, anhand derer Lernvorgänge psychologisch beschrieben und erklärt werden sollen. Der komplexe Vorgang des Lernens wird dabei mit möglichst einfachen Prinzipien und Regeln erklärt. In der Lernpsychologie werden Theorien entwickelt und mit Hilfe empirischer Untersuchungen ihre Aussagekraft, Reichweite und Anwendbarkeit auf das Lernen und Lehren in unterschiedlichen Situationen und Kontexten überprüft.

## Lerntheoretische Ansätze im Überblick
Ein Überblick von Cornelia Gräsel und Burkhard Gniewosz (2011) über die wichtigsten lerntheoretischen Ansätze und Aussagen zeigt, dass sich die meisten der vorhandenen Lerntheorien auf besondere, einzelne Formen des Lernens konzentrieren. Im Zuge der intensiven Auseinandersetzung mit der theoretischen Begründung und Erklärung von Lernen haben sich im 20. Jahrhundert beispielsweise behavioristische, kognitivistische und konstruktivistische Lerntheorien entwickelt.

## Behavioristische Lerntheorien
Im Behaviorismus wird das Verhalten (englisch behavior) eines Lebewesens untersucht. Dieses wissenschaftliche, theoretische Konzept stammt aus der Psychologie. Der Mensch als Ergebnis seiner Umgebung oder Umwelt steht im Mittelpunkt der behavioristischen Theorie. Für die Vertreter der behavioristischen Lerntheorie sind nur Verhalten und seine äußeren Anlässe und Folgen von Bedeutung. Auf Erklärungen von Lernen durch innerpsychische Prozesse wurde bewusst verzichtet (sogenannte Black Box). Eine Ausnahme ist das Lernen am Modell, das psychische Strukturen und Prozesse annimmt.
Das Verhalten eines Individuums wird im Rahmen eines Reiz-Reaktions-Modells betrachtet, demzufolge Verhalten (Response, Output) auf einen äußeren Reiz (Stimulus bzw. Input) folgt bzw. durch seine äußeren Folgen verstärkt oder abgeschwächt wird. Im 20. Jahrhundert wurden insbesondere die folgenden behavioristischen Lerntheorien entwickelt:
- Klassische Konditionierung (Koppelung von Reizen) – Vertreter: Iwan Petrowitsch Pawlow (1849–1936), John B. Watson (1878–1958)

- Operante Konditionierung (Reaktion auf Reize) – Vertreter: Burrhus Frederic Skinner (1904–1990), Edward Lee Thorndike (1874–1949)

Edward Lee Thorndike erforschte am Ende des 19. Jahrhunderts Problemlösen und die Rolle von Einsicht. In seinem paradigmatischen Experiment von 1898 setzte er Katzen in einen Käfig, der von innen durch Ziehen an einer Schnur zu öffnen war, legte außen Futter hin und maß die Zeit, die die Katzen zur Selbstbefreiung benötigten. Seine Beobachtungen und Schlussfolgerungen führten zur Theorie der instrumentellen Konditionierung.
Kurze Zeit später entstand die Theorie der klassischen Konditionierung. Zufällig stieß 1905 der Physiologe Iwan Pawlow auf dieses Prinzip (zum Versuch: siehe auch Pawlowscher Hund). Eine klassische Konditionierung erfolgt, wenn ein ursprünglich neutraler Reiz (etwa ein Ton) einen Reflex, zum Beispiel Speichelfluss oder Lidschluss, auslöst.
B. F. Skinner hat sich v. a. mit dem operanten Verhalten, also der Rückwirkung der Konsequenzen eines Verhaltens auf dasselbe, beschäftigt und das Prinzip der operanten Konditionierung beschrieben.
Diese Lernprinzipien wurden ab den 1960er Jahren in der Psychologie um die Prinzipien des Lernens am Modell und (mit Einschränkungen) des Lernens durch Einsicht ergänzt; letzteres wurde etwa gleichzeitig mit dem Modell des klassischen Konditionierens, aber völlig unabhängig von den deutschen Gestalttheoretikern entwickelt und erforscht.

## Kognitivistische Lerntheorien
Der Kognitivismus betrachtet Lernen als Informationsverarbeitung.  Lernende werden als informations- und symbolverarbeitende Systeme angesehen, die versuchen, ein gestelltes Problem zu lösen. Informationsverarbeitungstheorien des identifizieren die kognitiven Prozesse oder Mechanismen, die zum Lernen beitragen (etwa die Auswahl, Organisation und Elaboration von Lernmaterial) und die Beteiligung von allgemeineren Prozessen und Strukturen wie Aufmerksamkeit und Gedächtnis. Forschung aus diesem Ansatz hat eine Vielzahl von nützlichen Modellen und Theorien hervorgebracht, etwa solche zu Lernstrategien und zur kognitiven Belastung beim Lernen oder zur Rolle des Vorwissens. Generell gehen kognitivistische Ansätze davon aus, dass Lernen ein aktiver (konstruktiver) Prozess ist.
Der Kognitivismus entstand in der zweiten Hälfte des 20. Jahrhunderts und wurde durch Entwicklungen in Informationstechnik und Naturwissenschaften geprägt (z. B. Forschung zur Kybernetik, Informationstheorie und Künstlichen Intelligenz). Dabei wurde versucht, psychische Prozesse mithilfe technischer Modelle zu beschreiben (z. B. Shannon-Weaver-Modell).

## Konstruktivistische Lerntheorien
Der Konstruktivismus geht von Selbstregulation von Lernprozessen im nicht-technischen Sinne aus. Wissen hängt mit Fragen der aktiven Bedeutungskonstruktion von Lernenden zusammen, ohne Objektivität vorauszusetzen. Eine besondere Ausprägung hat der Konstruktivismus im sogenannten Radikalen Konstruktivismus (z. B. nach Glasersfeld, 1996): Ausgangspunkt ist dabei die Annahme, dass alle Beobachtung und Wahrnehmung sowie alles Verstehen der Welt stets von der Beobachtungsperspektive abhängig ist. Lernende werden dabei als geschlossene, autonome Systeme betrachtet. Ihre Erkenntnisbildung ist immer ein biographisch bedingter und einmaliger Prozess, der in soziale Kontexte eingebettet ist, z. B. die gemeinschaftliche Co-Konstruktion und Co-Produktion von Wissen. In institutionellen Kontexten (z. B. Hochschule) werden zunehmend sozialkonstruktivistische Lerntheorien zur Gestaltung von Lehren und Lernen empfohlen.

## Instruktionalismus
Der noch relativ junge Begriff der Instruktionspsychologie wird in der internationalen Literatur unter der Instructional Design Theory verhandelt. Beim Instruktionalismus wird dem Lernenden Wissen vermittelt, welches dieser passiv aufnehmen soll. Dieses vermittelte Wissen wird durch Übungen vertieft. Diese Lerntheorie folgt dem Modell des Behaviorismus, d. h., dass Reiz-Reaktionsmodelle verstärkt werden. Auf einen bestimmten Reiz wird eine Reaktion antrainiert. Es wird kaum auf Vorwissen, Erfahrungen oder Stärken des Lerners eingegangen.

## Lernen durch Einsicht, Lernen am Modell
Die Lerntheorien des Kognitivismus beziehen Kognitionen und Emotionen mit ein. Eine kognitive Theorie ist beispielsweise die des Lernens durch Einsicht (kognitives Lernen).
Die Theorie des Lernens am Modell beruht darauf, dass viele Tiere und die Menschen durch Abschauen bei anderen lernen und das Gesehene in einfachen oder komplexen kognitiven Prozessen verarbeiten, wobei sie ein kognitives Konzept als Modell eigenen Verhaltens erstellen.
Die Bedeutung von Kognition zeigt sich in der sozial-kognitiven Theorie Albert Banduras:
Die Erwartung der eigenen Selbstwirksamkeit (englisch Self-Efficacy) ist hier ein zentraler Einfluss auf das Verhalten – ein anderer ist hier die aktuelle Gefühlslage.
Lernen am Modell, Imitationslernen und Identifikationslernen sind Formen des sozialen Lernens.
- Beim Lernen am Modell liegt die Attraktivität bei dem Erfolg der beobachteten Handlung.
- Beim Imitationslernen liegt die Attraktivität in der beobachteten Handlung.
- Beim Identifikationslernen liegt die Attraktivität in der beobachteten Person.

Das Instruktionslernen (Instruktionismus) gehört auch zu den kognitivistischen Lerntheorien und hat nichts mit dem behavioristischen Ansatz des Instruktionalismus zu tun.

## Situativer Kontext / Transfer
Dass Lernen in bestimmten Situationen geschieht, ist der Ausgangspunkt für lerntheoretische Ansätze zum Situativen Lernen oder auch situiertem Lernen. Sie beruhen unter anderem auf der Beobachtung, dass Schüler das schulisch Gelernte zwar unter Umständen ganz ordentlich im Unterricht und Schule anwenden, jedoch in einer neuen oder andersartigen Situation (etwa beim Bezahlen im Geschäft) nicht zur Anwendung bringen (Kluft zwischen Wissen und Handeln).

## Biokybernetisch-neuronale Lerntheorien
In letzter Zeit werden auch vermehrt biokybernetisch-neuronale Ansätze (Neurobiologie) formuliert, welche in erster Linie die Funktionsweise des menschlichen Gehirns und des Nervensystems beschreiben, siehe auch → Kognitionswissenschaft. Einen Gegenstand innerhalb der biokybernetisch-neuronalen Lerntheorien bilden die Spiegelneurone, die neben Einfühlungsvermögen (Empathie) und Rapportfähigkeit auch an neuronalen Grundfunktionen für das Lernen am Modell beteiligt sein könnten.

## Maschinelles Lernen
Die statistische Lerntheorie nach Wladimir Wapnik und Alexey Chervonenkis untersucht die statistischen Eigenschaften von Lernalgorithmen (Maschinelles Lernen). Das Hauptziel ist, einen theoretischen Rahmen für das Problem der Inferenz zu bieten – d. h. für das Problem, aus einem Datensatz Wissen über zugrunde liegende Muster zu erlangen.

## Kritik
Die Kritiker der Lerntheorien nennen zwei wesentliche Punkte: Zum einen weisen sie darauf hin, dass Lerntheorien nur abgeschautes / nachgemachtes Verhalten erklären können. Es gebe daher keine Erklärung für neues Verhalten, also für Innovation oder Kreativität. Zusätzlich handele es sich bei der Mehrzahl der beobachteten Lernvorgänge um die Verstärkung von Leistungen, die einen Mangelzustand (z. B. Hunger oder Durst) ausgleichen sollen. Kritiker sehen das volle Potenzial des Menschen aber erst dann verwirklicht, wenn übergeordnete Motive angestrebt werden (z. B. Streben nach Selbstverwirklichung). Diese werden – so die Kritiker – bei den Lerntheorien außer Acht gelassen. Einige der Einwände werden redundant, wenn die rein lerntheoretischen Ansätze um kognitive Prozesse erweitert werden, so etwa Banduras sozial-kognitive Lerntheorie.
Der Kritische Rationalismus hält die einschlägigen Lerntheorien für unvollständig. Demnach besteht der eigentliche Lernprozess, den die einschlägigen Lerntheorien übersehen, in Wirklichkeit aus freier Setzung plus kritischer Prüfung. Sie beschrieben lediglich den Vorgang, durch den eine einmal so gelernte Theorie vom Bewusstsein in das Unbewusste verlagert werde, so dass z. B. eine erlernte Tätigkeit unbewusst und auf Abruf ausgeführt werden könne.